# Актиний-227
Акти́ний-227 (англ. actinium-227), историческое название актиний (лат. Actinium, обозначается символом Ac) — радиоактивный нуклид химического элемента актиния с атомным номером 89 и массовым числом 227. Является самым долгоживущим природным изотопом актиния.
Принадлежит к радиоактивному семейству урана-235 (так называемый ряд актиния). Встречается во всех урановых рудах, однако его количества невелики из-за низкого содержания материнского вещества — 235U. При радиоактивном равновесии на 1 г урана приходится 2⋅10−10 г 227Ac.

## Образование и распад
Актиний-227 непосредственно образуется в результате α-распада нуклида 231Pa (период полураспада составляет 3,276(11)⋅104 лет) и β−-распада нуклида 227Ra (период полураспада составляет 42,2(5) мин):
{\displaystyle \mathrm {^{231}_{91}Pa} \rightarrow \mathrm {^{227}_{89}Ac} +\mathrm {^{4}_{2}He} ,}
{\displaystyle \mathrm {^{227}_{88}Ra} \rightarrow \mathrm {^{227}_{89}Ac} +e^{-}+{\bar {\nu }}_{e}.}
Актиний-227 в основном (вероятность 98,62(36) %) претерпевает β−-распад, в результате распада образуется нуклид 227Th, также известный как радиоактиний (выделяемая энергия 44,8(8) кэВ):
{\displaystyle \mathrm {^{227}_{89}Ac} \rightarrow \mathrm {^{227}_{90}Th} +e^{-}+{\bar {\nu }}_{e}.}
С вероятностью 1,38(36) % актиний-227 распадается с испусканием альфа-частицы и образованием нуклида франция 223Fr (выделяемая энергия 5042,19(14) кэВ):
{\displaystyle \mathrm {^{227}_{89}Ac} \rightarrow \mathrm {^{223}_{87}Fr} +\mathrm {^{4}_{2}He} .}

## Получение
Добыча актиния-227 из природных источников чрезвычайно затруднена из-за близости химических свойств актиния и лантана (а также других редкоземельных металлов), поэтому миллиграммовые количества актиния-227 получают искусственным способом, облучая нейтронами нуклид радия 226Ra:
{\displaystyle {\ce {_88^{226}Ra}}+{_{0}^{1}n}\xrightarrow {} {\ce {_88^{227}Ra}}+\gamma }
{\displaystyle {\ce {_88^{227}Ra}}\xrightarrow {42.2min} {\ce {_89^{227}Ac}}+e^{-}+{\bar {\nu }}_{e}}
Возможно получения актиния-227 из отходов производства урана.
Схемы переработки облучённого радия основаны на применении методов экстракции и ионного обмена.

## Применение
- Смесь 227Ac и 9Be используется для изготовления нейтронных источников (нейтроны образуются при облучении ядер 9Be альфа-частицами, испускаемыми актинием-227). Получены Ac-Be источники с выходом нейтронов в 108−109 нейтрон/с, средняя энергия нейтронного спектра равна 4,6 МэВ. По сравнению с Ra-Be источниками Ac-Be источники более удобны для применения, так как характеризуются меньшим отношением гамма-излучения к нейтронному потоку[3][4].
- В силу высокого удельного энерговыделения (14,5 Вт/г) и возможности получения значительных количеств термически устойчивых соединений 227Ac может использоваться для создания термоэлектрических генераторов длительного действия (в том числе пригодных для космических целей)[3].